# Demeter Kimovec
Demeter Kimovec, slovenski inženir kemije in tekstilni strokovnjak, * 26. avgust 1909, Trst, † 30. september 1994, Jesenice.
Leta 1919 se je družina preselila v Kraljevino Srbov, Hrvatov in Slovencev. Kemijo je študiral na Univerzi v Gradcu, kjer je  1931 diplomiral na oddelku za kemijsko tehnologijo. Po diplomi je imen naslednje zaposlitve: obratovodja plemenitilnice v tekstilni tovarni Jugočeška v Kranju (1932-1941), preizkuševalec v tovarni letalskih delov v Kranju (1942-1945), vodja preizkuševališča in kemijskega laboratorija v tovarni Iskra v Kranju (1946) in vodja tekstilnokemijskega oddelka Tekstilnega centra v Kranju (1947-1972). Ukvarjal se je predvsem s plemenitenjem tekstila, s tekstilnimi snovmi in tekstilno kemijsko tehnologijo. Objavil je 9 učbenikov, 19 člankov s področja plemenitenja tekstilij in 25 s področja gasilstva. Skupaj s Herbertom Fišerjem pa je pripravljal slovenski tekstilni slovar.

## Izbrana bibliografija
- Tehnologija mercerizacije (COBISS)
- Tekstilni slovar : poskusni snopič (COBISS)